# Retief Goosen
Retief Goosen (Pietersburg, 3 februari 1963) is een Zuid-Afrikaanse golfprofessional.

## Bliksem
Op zijn 15de wordt hij door de bliksem getroffen terwijl hij met zijn vriendje Henri Potgieter speelt op zijn thuisbaan, de Pietersburg Golf Club. Henri valt om, maar Retief is zwaar getroffen. Zijn kleren en schoenen zijn verbrand, zijn tong is opgezwollen. Henri krijgt hulp van andere spelers op de baan die Retief wegbrengen. Enkele weken later speelt Retief weer.

## Amateur
In zijn amateurstijd heeft Goosen dertig overwinningen behaald, onder andere:
- 1989: Grant Andrews Transvaal Amateur Matchplay op de Kempton Park Country Club met 8/6 tegen Kobus van den Berg;
- maart 1990: Zuid-Afrikaans Amateur;
- oktober 1990: Kempton Park Classic (met -11), waarbij hij in drie dagen ruim 100 professionals verslaat. Tweede eindigt Wayne Westner met -8. De volgende dag wordt hij professional.

Voor deze prestaties heeft hij in 1990, voordat hij professional werd, de Springbok Colours gekregen.

## Sunshine Tour
De Sunshine Tour wordt in Zuid-Afrika gespeeld. Hier behaalt Goosen negen overwinningen, n.l.:

- 1991: Iscor Newcastle Classic
- 1992: Spoornet Classic, Bushveld Classic, Witbank Classic
- 1993: Mount Edgecombe Trophy
- 1995: Phillips South African Open
- 2002: Dimension Data Pro-Am
- 2004: Nedbank Golf Challenge
- 2005: South African Airways Open
- 2009: Afrikaans Open

## Europese Tour

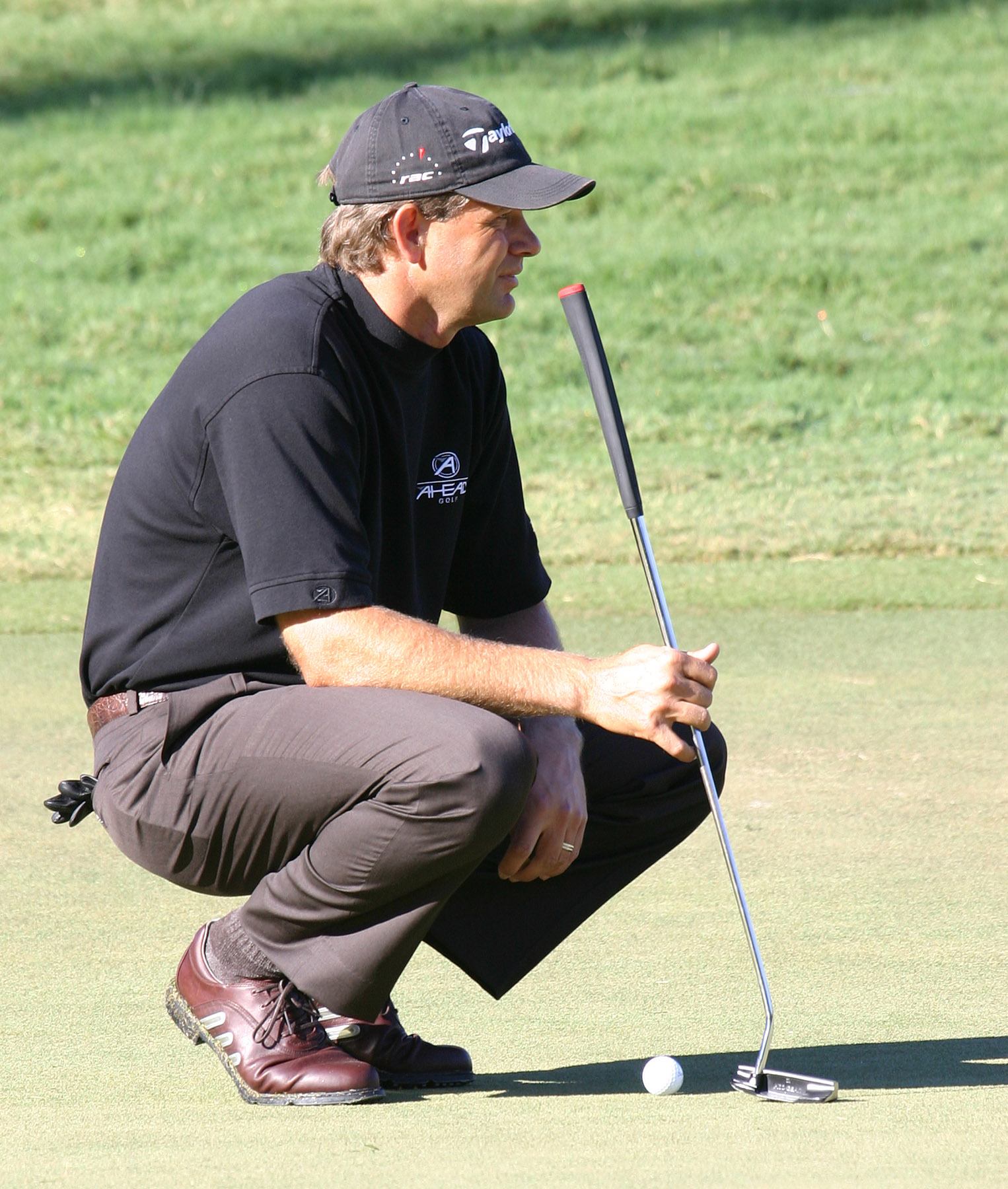
2006 in de Verenigde Staten

In 1992 wint hij de Europese Tourschool, en speelt vanaf 1993 op de Europese Tour. Als hij in 2001 drie toernooien wint en in 11 toernooien in de top 10 komt, bereikt hij op de wereldranglijst de 11e plaats.
Gewonnen:
- 1996: Great North Open
- 1997: Peugeot Open de France
- 1999: Novotel Perrier Open de France
- 2000: Trophée Lancôme
- 2001: Schots Open op Loch Lomond en het Telefonica Open de Madrid
- 2002: Johnnie Walker Classic
- 2003: Trophée Lancôme
- 2004: Smurfit European Open
- 2005: Linde German Masters  en het South African Airways Open
- 2007: Qatar Masters

## Amerikaanse Tour
Daarna beproeft hij zijn geluk in de Verenigde Staten. Direct in 2001 wint hij het US Open op de baan van Southern Hills in een 18-holes play-off tegen Mark Brooks, die het toernooi in 1996 won. 
In 2004 wint hij weer het US Open, ditmaal op Shinnecock Hills. Tweede wordt Phil Mickelson.
Het jaar 2004 wordt gedomineerd door vijf spelers: Ernie Els, Retief Goosen, Phil Mickelson, Vijay Singh en Tiger Woods. Drie jaar lang staan ze ombeurten aan de top van de wereldranglijst. In die jaren winnen ze samen negen van de twaalf Majors.

### Gewonnen
- 2001: US Open po
- 2002: BellSouth Classic
- 2003: Chrysler Championship
- 2004: US Open, The Tour Championship
- 2005: The International

## Teams
In 2001 wint hij de World Cup met Ernie Els. Els had hem in 1996 gewonnen met Wayne Westner.

## Ganzerkraal
Goosen is sinds 2007 partner van The Goose Wine Estate in de Upper Langkloof, een vallei op 2500m hoogte, waar een koele stabiele temperatuur heerst. De druiven groeien op Ganzenkraal, waar vroeger wilde ganzen foerageerden en tegenwoordig wilde macouganzen wonen.
Goosen woont in George aan de Mossel Baai, en kijkt uit over de Indische Oceaan.

## Trivia
- In 1975 wordt Lee Trevino door de bliksem getroffen tijdens de 'Western Open'. Hij houdt er vier brandwonden aan over.
- In 1997 vestigt hij op Loch Lomond een baanrecord van -9, hetgeen in 2008 nog staat.
- Sinds 1998 tellen de Amerikaanse Majors ook mee voor de Europese Tour, net als het South African Airways Open.
- Ernie Els speelt ook op Kempton Park Country Club.